# Marathon van Fukuoka 1963
De marathon van Fukuoka 1963 werd gelopen op dinsdag 15 oktober 1963. Het was de 17e editie van de marathon van Fukuoka. Aan deze wedstrijd mochten alleen mannelijke elitelopers deelnemen. De wedstrijd vond niet plaats in de Japanse stad Fukuoka, maar in de ruim 1000 kilometer verder opgelegen hoofdstad Tokio.
De Nieuw-Zeelander Jeffrey Julian kwam als eerste over de streep in 2:18.00,6. Hij bleef hiermee ruim twee minuten voor op de Japanner Kenji Kimihara, die tweede werd in 2:20.25,2. De Belg Aurele Vandendriessche werd derde in 2:20.31,4.

## Uitslagen
| rang   | naam                   | land | tijd      |
| ------ | ---------------------- | ---- | --------- |
| Goud   | Jeffrey Julian         | NZL  | 2:18.00,6 |
| Zilver | Kenji Kimihara         | JPN  | 2:20.25,2 |
| Brons  | Aurele Vandendriessche | BEL  | 2:20.31,4 |
| 4      | Kazumi Watanabe        | JPN  | 2:20.47,4 |
| 5      | Hidekuni Hiroshima     | JPN  | 2:23.08,4 |
| 6      | Viktor Baykov          | URS  | 2:23.48,6 |
| 7      | Hisakazu Sato          | JPN  | 2:24.05,6 |
| 8      | Hirokazu Okabe         | JPN  | 2:24.49,0 |
| 9      | Kazuo Matsubara        | JPN  | 2:25.15,0 |
| 10     | Makoto Nakajima        | JPN  | 2:25.25,4 |
| 11     | Kimio Karasawa         | JPN  | 2:27.17,6 |
| 12     | Mitsuo Minami          | JPN  | 2:27.33,2 |
| 13     | Nobuyoshi Sadanaga     | JPN  | 2:28.05,0 |
| 14     | Kimio Karasawa II      | JPN  | 2:28.18,8 |
| 15     | Jurgen Wedeking        | GER  | 2:28.53,4 |

1947 ·
1948 ·
1949 ·
1950 ·
1951 ·
1952 ·
1953 ·
1954 ·
1955 ·
1956 ·
1957 ·
1958 ·
1959 ·
1960 ·
1961 ·
1962 ·
1963 ·
1964 ·
1965 ·
1966 ·
1967 ·
1968 ·
1969 ·
1970 ·
1971 ·
1972 ·
1973 ·
1974 ·
1975 ·
1976 ·
1977 ·
1978 ·
1979 ·
1980 ·
1981 ·
1982 ·
1983 ·
1984 ·
1985 ·
1986 ·
1987 ·
1988 ·
1989 ·
1990 ·
1991 ·
1992 ·
1993 ·
1994 ·
1995 ·
1996 ·
1997 ·
1998 ·
1999 ·
2000 ·
2001 ·
2002 ·
2003 ·
2004 ·
2005 ·
2006 ·
2007 ·
2008 ·
2009 ·
2010 ·
2011 ·
2012 ·
2013 ·
2014 ·
2015 ·
2016 ·
2017